# Samorządowy Fundusz Wyrównawczy
Samorządowy Fundusz Wyrównawczy – środki finansowe ustanowione ustawą z 1948 r., zgromadzone w celu przeprowadzenia planowej i racjonalnej polityki w dziedzinie udzielania pomocy finansowej związkom samorządu terytorialnego, stosownie do wytycznych ustalonych przez Radę Państwa dla gospodarki budżetowej samorządu terytorialnego i w ramach narodowego planu gospodarczego oraz państwowego planu inwestycyjnego.
Fundusz powstał w miejsce zlikwidowanego Komunalnego Funduszu Pożyczkowo-Zapomogowego z 1948 r.
Rada Państwa sprawowała nadzór nad działalnością zarządu Funduszu.

## Zakres działania zarządu Funduszu
Do zakresu działania zarządu Funduszu należało:
- administrowanie Funduszem,
- opracowanie rocznych planów finansowych Funduszu i przedkładanie ich Radzie Państwa do zatwierdzenia,
- przedstawianie Radzie Państwa do decyzji wniosków w przedmiocie udzielania dotacji i pożyczek z Funduszu,
- decydowanie o przyznaniu dotacji lub pożyczki z Funduszu na podstawie upoważnienia, udzielonego przez Radę Państwa,
- przedstawianie Radzie Państwa wniosków w sprawie wysokości kosztów administrowania Funduszem.

## Tworzenie Funduszu
Do Funduszu wpływały:
- ustawowo przewidziane części wpływów z podatków oraz dotacje ze Skarbu Państwa,
- zwroty z tytułu udzielonych pożyczek,
- przypadające dotychczasowemu Komunalnemu Funduszowi Pożyczkowo-Zapomogowemu następujące środki:
- 20% wpływów z podatku gruntowego
- dotacje ze Skarbu Państwa w wysokości 8% wpływów z podatku obrotowego
- wszelkiego rodzaju należności z innych tytułów oraz sumy pozostające na rachunku,
- należności z tytułu zwrotu pożyczek.

Fundusz ulokowany był w centralnej instytucji bankowej dla celów kredytu komunalnego, a do czasu jej utworzenia – w Polskim Banku Komunalnym.

## Przeznaczenie środków Funduszu
Z Funduszu udzielane były związkom samorządu terytorialnego dotacje i pożyczki.
Dotacje z Funduszu były udzielane przede wszystkim tym związkom samorządu terytorialnego, które nie mogły pokryć bieżących wydatków, związanych z wykonaniem zadań ustawowych, pomimo prowadzenia racjonalnej gospodarki oraz najlepszego wyzyskania w granicach gospodarczo uzasadnionych własnych źródeł przychodowych.
Z funduszu mogły być udzielane związkom samorządu terytorialnego pożyczki bezprocentowe lub oprocentowane na zasilenie funduszów kasowych, a w przypadkach wyjątkowych, na inne cele, nie wyłączając wydatków inwestycyjnych.

## Zarząd Funduszu
Rada Państwa powoływała zarząd Funduszu oraz ustalała – po zasięgnięciu opinii zainteresowanych ministrów – organizację zarządu.
W poczet członków zarządu Funduszu wchodzili przedstawiciele:
- Ministra Administracji Publicznej,
- Ministra Ziem Odzyskanych,
- Ministra Skarbu.

Rada Państwa zatwierdzała roczne plany finansowe Funduszu, ustalała zasady udzielania dotacji i pożyczek z Funduszu, w szczególności tryb składania wniosków w tych sprawach oraz decydowała o udzielaniu dotacji i pożyczek związkom samorządu terytorialnego.

## Zniesienie Funduszu
Na podstawie ustawa z 1951 r. o zniesieniu Samorządowego Funduszu Wyrównawczego zlikwidowano Fundusz. Tryb likwidacji Samorządowego Funduszu Wyrównawczego określiła Rada Ministrów za zgodą Rady Państwa. Likwidacja Funduszu miała związek z ustawą z 1950 r. o terenowych organach jednolitej władzy państwowej.